# Clausinella
Genre
Clausinella est un genre de mollusques bivalves.

## Liste des espèces
Selon World Register of Marine Species (1 juin 2016) :
- Clausinella fasciata (Da Costa, 1778)
- Clausinella punctigera (Dautzenberg & H. Fischer, 1906)

Selon ITIS (1 juin 2016) :
- Clausinella fasciata (Da Costa, 1778)